# Orrsjötjärnen (Ramsele socken, Ångermanland)
Orrsjötjärnen är en sjö i Sollefteå kommun i Ångermanland och ingår i Ångermanälvens huvudavrinningsområde.